# Момчило Спремић
Момчило Спремић (Доња Бадања код Лознице, 29. август 1937) српски је историчар, универзитетски професор и академик.

## Биографија
Основну школу и гимназију завршио је у родном крају. Дипломирао је на групи за историју Филозофског факултета у Београду где је 1965. магистрирао са тезом Турски трибутари у XIV и XV веку и докторирао са дисертацијом Дубровник и Арагонци 1442-1495 (ова дисертација објављена је као књига на српском и италијанском).
Његов рад везан је за Филозофски факултет у Београду. На овом факултету је 1962. изабран за асистента, 1970. за доцента, 1976. за ванредног и 1983. за редовног професора. Предавао је Општу историју средњег века и Латинску палеографију са дипломатиком. Био је на Специјализацији на Универзитету у Стразбуру код професора Ф. Тиријеа и на Историјском институту у Напуљу. Био је продекан Филозофског факултета и управник одељења за историју.
За дописног члана Српске академије науке и уметности изабран 30. октобра 2003, за редовног члана изабран 5. новембра 2009.
Бави се историјом Србије и осталих балканских земаља као и историјом Средоземља (пре свега Шпаније и Италије) у позном средњем веку. 
Тридесет година је истраживао у Дубровачком архиву али и у архивима Барселоне, Венеције, Рима и Париза. Објавио је преко 250 научних радова у Србији/Југославији, као и у Италији, Аустрији, Немачкој, Холандији, Француској.
За књигу Деспот Ђурађ Бранковић и његово доба добио је Награду за науку Вукове задужбине. Његови најзначајнији радови објављени су у књизи Прекинут успон, српске земље у позном средњем веку.

## Признања и награде
- Награда Вукове задужбине
- Октобарска награда
- Светосавска повеља[4]
- Награда из фонда Душана Баранина
- Златни кључ града Смедерева
- Орден Кантакузине Бранковић Првог степена
- Орден витеза заслужног за Републику Италију, одликовање председника Републике Италије[1][2]

## Одабрана дела
Списак одабраних радова:
- Спремић, Момчило (1963). „Свети Срђ под млетачком влашћу (1396–1479)”. Зборник Филозофског факултета. Београд. 7 (1): 295—312.
- Спремић, Момчило (1964). „Ратачка опатија код Бара”. Зборник Филозофског факултета. Београд. 8 (1): 191—215.
- Спремић, Момчило (1967). „Харач Солуна у XV веку”. Зборник радова Византолошког института. 10: 187—195.
- Спремић, Момчило (1968). „Харач Скендербега”. Зборник Филозофског факултета. Београд. 10 (1): 251—258.
- Спремић, Момчило (1969). „Албанија од XIII до XV века”. Из историје Албанаца. Београд: Завод за издавање уџбеника. стр. 33—44.
- Спремић, Момчило (1970). „Турски трибутари у XIV и XV веку”. Историјски гласник. 1—2: 9—59.
- Спремић, Момчило (1971). Дубровник и Арагонци (1442—1495). Београд: Завод за издавање уџбеника.
  - Spremić, Momčilo (1986). Dubrovnik e gli Aragonesi (1442—1495). Palermo: Accademia nazionale di scienze lettere e arti.
- Спремић, Момчило (1972). „Крушевац у XIV и XV веку”. Крушевац кроз векове. Крушевац: Народни музеј. стр. 9—24.
- Спремић, Момчило (1974). „Вазали краља Алфонса Арагонског”. Зборник Филозофског факултета. Београд. 12 (1): 455469.
- Спремић, Момчило (1975). „Gli Slavi tra le due sponde adriatiche”. Annali dell'Istituto italiano per gli studi storici. 4 (1973—1975): 87—103.
- Спремић, Момчило (1976). „Дубровачка трговачка друштва у деспотовини Ђурђа Бранковића”. Зборник Филозофског факултета. Београд. 13 (1): 85—102.
- Спремић, Момчило (1976). „Деспот Ђурађ Бранковић и Мачванска бановина”. Историјски часопис. 23: 23—37.
- Спремић, Момчило (1982). „Припајање Зете Деспотовини и ширење млетачке власти у Приморју”. Историја српског народа. 2. Београд: Српска књижевна задруга. стр. 195—204.
- Спремић, Момчило (1982). „Почетак владавине Ђурђа Бранковића”. Историја српског народа. 2. Београд: Српска књижевна задруга. стр. 218—229.
- Спремић, Момчило (1982). „Први пад Деспотовине”. Историја српског народа. 2. Београд: Српска књижевна задруга. стр. 241—253.
- Спремић, Момчило (1982). „Дуга војна и обнова државе”. Историја српског народа. 2. Београд: Српска књижевна задруга. стр. 254—267.
- Спремић, Момчило; Калић, Јованка (1982). „Султан Мехмед II Освајач и Србија”. Историја српског народа. 2. Београд: Српска књижевна задруга. стр. 289—302.
- Спремић, Момчило (1982). „Пропаст средњовековне државе”. Историја српског народа. 2. Београд: Српска књижевна задруга. стр. 303—313.
- Благојевић, Милош; Спремић, Момчило (1982). „Слом Црнојевића”. Историја српског народа. 2. Београд: Српска књижевна задруга. стр. 414—430.
- Спремић, Момчило (1994). Деспот Ђурађ Бранковић и његово доба. Београд: Српска књижевна задруга.
- Спремић, Момчило (2003). Београд у Фурланији (1. изд.). Београд: Музеј Српске православне цркве.
- Spremić, Momčilo (2004). „La famille serbe des Branković - considérations généalogiques et héraldiques” (PDF). Зборник радова Византолошког института (на језику: француски). 41: 441—452.
- Spremić, Momčilo (2004). „Der Metallexport vom Balkan in den Mittelmeerraum im 14. und 15. Jahrhundert”. Der Tiroler Bergbau und die Depression der europäischen Montanwirtschaft im 14. und 15. Jahrhundert. Innsbruck: Studien Verlag. стр. 202—209.
- Спремић, Момчило (2005). Прекинут успон: Српске земље у позном средњем веку. Београд: Завод за уџбенике и наставна средства.
- Спремић, Момчило (2005). „Грбаљ и Српска деспотовина (1421-1459)”. Грбаљ кроз вјекове. Грбаљ: Друштво за обнову Манастира Подластва. стр. 193—213.
- Спремић, Момчило (2005). „Кантакузина (Катарина) Бранковић”. Вараждински апостол: Поводом 550 година од настанка. Београд-Загреб: Музеј Српске православне цркве. стр. 19—47.
- Спремић, Момчило (2006). Ђурађ Бранковић 1427-1456. Београд: Завод за уџбенике и наставна средства.
- Спремић, Момчило (2006). „Бранковићи у Охриду”. Вардарски зборник. 5: 1—7.
- Спремић, Момчило (2006). „Српска деспотовина - суседи и страни утицаји”. Глас САНУ. 404: 51—70.
- Спремић, Момчило (2006). „Il despota Giorgio Branković e Venezia”. Глас САНУ. 404: 119—135.
- Spremić, Momčilo (2007). „Ragusa-Dubrovnik, una città mediterranea e balcanica: Relazioni con la Sicilia nei secoli XIV e XV”. Città e vita cittadina nei paesi dell'area mediterranea. Roma: Viella. стр. 301—312.
- Спремић, Момчило (2007). „Српски деспоти у Срему”. Срем кроз векове: Слојеви култура Фрушке горе и Срема. Београд: Вукова задужбина. стр. 45—73.
- Спремић, Момчило (2008). „Деспот Стефан Лазаревић и господин Ђурађ Бранковић” (PDF). Историјски часопис. 56: 49—68. Архивирано из оригинала (PDF) 24. 3. 2018. г. Приступљено 1. 9. 2017.
- Спремић, Момчило (2008). „Бранковићи - ктитори манастира Крушедола”. Анали Огранка САНУ у Новом Саду. 4: 25—35.
- Спремић, Момчило (2009). „Право и економија: Прописи и пракса о пословању меницама у Дубровнику и Србији 15. века”. Средњовековно право у Срба у огледалу историјских извора. Београд: САНУ. стр. 165—178.
- Спремић, Момчило (2010). „Деспот Стефан Бранковић Слепи”. Глас САНУ. 414: 115—143.
- Спремић, Момчило (2010). „Кантакузина (Катарина) Бранковић” (PDF). Mons Aureus: Часопис за књижевност, уметност и друштвена питања. 8 (30): 81—108.
- Спремић, Момчило (2012). „Борбе за ослобођење Смедерева (1459—1485)” (PDF). Смедеревски зборник. 3: 13—29.
- Спремић, Момчило (2012). „Деспотица Јелена Бранковић-Бериславић”. Глас САНУ. 420: 125—138.
- Спремић, Момчило (2013). „Деспот Лазар Бранковић” (PDF). Зборник радова Византолошког института. 50 (2): 899—911. Архивирано из оригинала (PDF) 22. 03. 2016. г. Приступљено 02. 09. 2017.
- Спремић, Момчило (2014). Србија и Венеција (VI-XVI век) (1. изд.). Београд: Службени гласник.
- Spremić, Momčilo (2014). „Le Despote Stefan Lazarević et Sieur Djuradj Branković” (PDF). Balcanica. 45: 145—163.
- Спремић, Момчило (2015). „Средњовековне менице у Дубровнику и Србији”. Зборник радова у част академику Десанки Ковачевић Којић. Бања Лука: АНУРС. стр. 67—83.